# Ал Капоне
Алфонс Гейбриъл Капоне (на английски: Alphonse Gabriel Capone; 17 януари 1899 г. – 25 януари 1947 г.), познат и под псевдонима „Белязаният“ (на английски: „Scarface“), е американски гангстер от италиански произход, който става печално известен по време на сухия режим в САЩ в Чикаго като съосновател и шеф на организирания престъпен синдикат Chicago Outfit. Седемгодишното му властване като престъпен ръководител завършва, когато е на 33 години.
Капоне е роден в Ню Йорк, дете на италиански имигранти. От рано става член на гангстерска групировка и работи като охрана на престъпни места като бордеи. След като навършва 20 години, той се премества в Чикаго и става бодигард и доверено момче за всичко на Джони Торио, главатар на престъпен синдикат, който нелегално доставя алкохол и се ползва с политическа защита. Конфликтът с друга гангстерска група се оказва ключов в издигането и падането на Капоне. Торио се оттегля, след като за малко не е убит и дава властта си на Капоне. Капоне разширява контрабандния бизнес чрез все по-насилствени начини, но взаимно ползотворната му връзка с кмета Уилям Томпсън и градската полиция го оставят в безопасност от силите на реда.
Капоне често се радва на овациите на обществото. Той прави дарения на различни благотворителни организации и е считан от мнозина за съвременен Робин Худ. Уви, клането в деня на Свети Валентин, при което седем вражески гангстера са убити посред бял ден, уронва името както на Капоне, така и на Чикаго, което кара влиятелни граждани да изискват правителствени действия, а вестниците да наричат Капоне „Обществен враг номер 1“.
Федералната власт решава да вкара Капоне в затвора и го дава под съд през 1931 г. за укриване на данъци, което по това време е федерално престъпление. Той е осъден на 11 години затвор във федерален затвор. Капоне показва симптоми на деменция от невросифилис още в началните дни на присъдата си и се омаломощава все повече, преди да бъде освободен след 8 години затвор. На 25 януари 1947 г. Капоне умира от сърдечен арест, след като претърпява инсулт.

## Ранни години
Алфонс Капоне е роден на 17 януари 1899 г. в нюйоркския квартал Бруклин. Той е първият роден в САЩ, а иначе четвъртият от общо седем сина и две дъщери на семейство италиански емигранти. Семейството е грамотно, трудолюбиво и спазващо законите. Баща му е Габриеле Капоне (1865 – 1920), фризьор, а майка му е Тереза Капоне (родена Райола, 1867 – 1952), шивачка, и двамата от град Ангри, провинция Салерно.
За да се интегрира по-лесно в обществото, семейство Капоне дава американско-звучащи имена на децата си: Винченцо (впоследствие шериф) стават съответно Ричард Харт. Алфонс започва да се нарича Ал, с което име остава в историята. Салваторе (Франк) и Рафаеле (Ралф) работят с него в престъпната му империя.
Криминалният живот на Алфонс започва още като хлапе. Кумирът на децата от квартала, Джони Торио, се занимава с рекетьорство и сводничество, но стои над останалите прости гангстери по това време. Неговият престъпен талант му позволява да създаде стройна организация, чрез която има широки възможности. Както много други деца и Ал изкарва джобни, като върши поръчки за престъпния бос. Той започва да му има доверие и да му дава по-големи поръчки. През 1909 г. обаче Торио заминава за Чикаго, а 10-годишният Ал се присъединява към местна банда.
Постепенно Ал Капоне натрупва много опит и изгражда основата на философията си именно по това време. Той научава от Джони Торио, за жизненоважната способност да създава съюзи, за необходимостта пред обществото да се показва като примерен гражданин и да разделя семейната от „професионалната“ сфери.
За разлика от повечето деца на имигранти, Ал посещава училище до 6 клас. Тогава за нетърпимо поведение учителката му удря шамар, той ѝ отговаря, след което е изключен и никога повече не се връща в училище. Когато е на 18 години, започва да работи в бар. Собственикът на бара Франки Йейл е приятел на Джони Торио, който препоръчва младия Капоне. Ал Капоне е едновременно барман, охрана и сервитьор. Една вечер докато обслужва маса, той се впечатлява от седящата на нея жена и ѝ подшушва на ухо, че харесва задните ѝ части. Това не се харесва на спътника на дамата – нейния брат Франк Галицио. В последвалия бой Франк прорязва на три места лицето на Капоне. Белезите остават за цял живот, а оттам идва и прякорът „Scarface“ (Белязаното лице). Ситуацията не приключва с това. Галицио се оплаква на местния гангстер Лъки Лучано и след това Капоне е принуден да се извини за поведението си – това наранява самочувствието му, но и го научава да сдържа темперамента си.
Малко след като става на 19 години, той се запознава с ирландката Мей Коглин, с която скоро след това сключва брак, а на 4 декември 1918 г. им се ражда син – Алберт Франсис Капоне. Кръстник е Джони Торио.
След като умира баща му, настъпва моментът за развитието на най-големия гангстер в американската история.

## Престъпна кариера
В началото на 1921 г. Ал Капоне заминава за Чикаго по покана на ментора си Джони Торио, който управлява огромна престъпна империя състояща се от бордеи, казина и заведения, предлагащи алкохол, който е нелегален по това време. Бизнес нюха на Капоне му позволява бързо да се издигне в престъпната пирамида и скоро става управител на „Четирите зара“ – „щаб-квартирата“ на Джони Торио, която представлява публичен дом и казино в едно. Бързо успява да забогатее и купува къща в престижен квартал на Чикаго, където заживява не само с жена си и детето си, но и взима майка си, братята и сестрите си. Пред съседите и обществото се представя за търговец на мебели втора употреба.
Няколко години след пристигането на Капоне в Чикаго, престъпната дейност процъфтява – градската управа, начело с кмета, е корумпирана и по този начин осигурява зелена светлина за действията на престъпните групи. Изборът за кмет на Уилям Девър усложнява нещата, защото той се стреми да изтръгне корупцията. При създалото се положение Джони Торио и Ал Капоне решават да пренесат част от бизнеса си в околностите на градчето Сисеро, където на практика могат да купят цялата градска управа.
„Инвазията“ на Капоне в Сисеро не среща никакви проблеми. При местните избори през 1924 г. изборът на подкрепяните от мафията кандидати е под въпрос. Напрежението ескалира, когато в изборния ден групи на Капоне отвличат работещи в избирателните кампании на конкурентите и заплашват избиратели. Шефът на полицията в Чикаго научава за това и веднага изпраща 79 полицаи с пушки, преоблечени като цивилни и с необозначени коли. Пристигайки в Сисеро, те случайно виждат на улицата и успяват да разпознаят брата Франк Капоне. Насочват се към него с вдигнати оръжия, при което той изважда револвера си и почва да стреля по тях. След секунди пада мъртъв на земята. Ал Капоне е бесен. Незабавно са отвлечени още лица от избирателните кампании, откраднати са кутии с бюлетини, убит е член на комисия по избора. В крайна сметка „Белязаното лице“ печели изборите.
Погребението на Франк Капоне е ненадминато по пищност дотогава. Само за цветя са изхарчени над 20 000 $. Шефът на полицията в Чикаго изпраща същите полицаи, които преди това е изпратил в Сисеро, да охраняват събитието. Въпреки това, Ал Капоне успява да сдържи гнева си и да не насочи цялата си мощ в една война срещу полицията.
Той обаче безжалостно застрелва дребния престъпник Джо Хауърд, който изнудва негов приятел. Прокурорът Уилям Максуигин се опитва да вкара Капоне зад решетките, но свидетелите изгубват паметта си за станалото. Смята се, че Капоне е изпратил хора, които да разговарят със свидетелите или те просто са се страхували прекалено много от него, за да го издадат на полицията. През пролетта на 1926 г. Капоне и хората му убиват прокурора Макуигин по погрешка, което разпалва вълнения в Чикаго и Капоне е принуден да напусне града за три месеца. След като се връща, властите отново се оказват без достатъчно доказателства, за да започнат съдебен процес срещу него.
На 25 години Ал Капоне е „крал“ на Сисеро и един от най-могъщите гангстери в Чикаго. Но той е и една от най-големите мишени в гангстерската война за територии, разразила се след забраната на алкохола. Съзнавайки това, Капоне, въпреки че сам никога не носи оръжие, се движи с поне двама бодигардове, предпочита да пътува през нощта и въобще избягва да се движи пеш. След няколкократни опити за покушение срещу Капоне и Торио, през януари 1925 г. убийци успяват да прострелят няколкократно Торио пред дома му. Четирите куршума попадат във врата, гърдите, дясната ръка и слабините на жертвата. Петият куршум, предназначен за слепоочието му, така и не достига целта си поради засечка на пистолета.
Джони Торио остава жив, но това е един преломен момент в неговия живот. Всички са изумени, когато четири седмици след това, той се появява на делото си в съда и се признава за виновен по обвинението за производство на алкохол, за което получава 9 месеца лишаване от свобода. През март 1925 г. той извиква своя партньор, Капоне, стоял неотлъчно до него през цялото време на престоя му в болницата, и след като му съобщава желанието си да се оттегли и да замине в чужбина, му предава целия си бизнес. Така Ал Капоне става „император“ на огромна престъпна империя, състояща се от публични домове, казина, пивоварни, нощни клубове, разполагаща с огромен потенциал от финансови възможности и човешка сила. Промяната на статута му предполага и промяна на визията му: централата на организацията е преместена в хотел „Метропол“, като само апартаментът на Капоне струва 1500$ на ден.
Междувременно, той урежда сделка със стария си работодател, Франки Йейл, за доставка на уиски от Канада през Ню Йорк към Чикаго. Бизнесът върви гладко, постоянно прииждат нови доставки на уиски от Ню Йорк и на практика Капоне няма никакви проблеми. Следващото нещо, с което се заема, е помиряването с враговете си. Предлага много изгодна сделка на най-заклетите си врагове – същата тази банда, която го напада няколкократно и прострелва ментора му Торио. Лидерът им, Хъми Уейс, отказва и на следващия ден е намерен убит. Капоне иска спиране на бушуващата война между престъпността и с тази цел осъществява широко дискутирана в медиите „мирна конференция“, след която над два месеца няма нито един убит от бизнеса с контрабанден алкохол.
След 1926 г. Капоне има все повече проблеми с полицията. Арестуват го при всеки възможен случай и положението му става непоносимо. Затова той решава да се пренесе в Маями, Флорида, където впоследствие закупува чрез подставено лице огромна хасиенда, като влага цяло състояние в преустройството ѝ и превръщането ѝ в крепост. Още в този период гангстерът е сериозно разследван за укриване на данъци за спечеленото от нелегалната търговия. Но колкото и да се мъчат да открият доказателство за разликата между приходите и разходите на Капоне, следователите удрят на камък. Всичко е било закупувано в брой и чрез подставени трети лица. По това време Ал Капоне уличава партньора си в „бизнеса“, бивш работодател и стар приятел Франки Йейл, че отвлича негови камиони с уиски, докато пътуват от Ню Йорк към Чикаго. Франки е убит в колата си, като по него е стреляно с пистолети, пушки и картечница, които буквално го „залепват“ за седалката.
Пак дело на Ал Капоне е клането в деня на Свети Валентин от 14 февруари 1929 г., при което преоблечени като полицаи убийци избиват с картечници седмина конкуренти в алкохолната търговия. Клането никога не бива свързано официално с Капоне, но той широко се счита за отговорен за него. До съдебен процес така и не се стига.
През лятото на 1929 г. в Атлантик Сити е проведена знаменитата конференция между мафиотските босове, която цели спирането на убийствата и вследствие на която САЩ се разделя на така наречените сфери на влияние. Малко след конференцията Ал Капоне е задържан с незаконно оръжие, обвинен и осъден. Излежава 6 месеца и излиза на 16 март 1930 г. През това време бизнесът е ръководен от брат му Ралф.
Седмица след като излиза от затвора, кметът на Чикаго обявява списък с обществени врагове, на първото място в който стои именно Ал Капоне, а след него брат му Ралф. По указания лично от разгневения президент Хърбърт Хувър натискът и разследванията се засилват. Обучени са двама агенти, които да се внедрят в престъпната организация и да открият доказателства достатъчни за присъда. Междувременно Ралф Капоне е арестуван по обвинение в укриване на данъци и осъден. Но най-важната информация, която успяват да получат двамата агенти е, че данъчните служители се добират до счетоводна книга на заведение на организацията, както и да открият двамата счетоводители.

## Затвор и смърт
Към пролетта на 1931 г. са събрани достатъчно доказателства за започване на съдебно дело. Ал Капоне е обвинен по 22 точки за укриване на доходи и ощетяване на държавата с над 200 000$, а отделно е обвинен заедно с 68 членове на организацията му за 5000 отделни нарушения на алкохолния режим. Очакват го 34 години затвор. Тогава адвокатите на боса сключват сделка с прокурора – Капоне се признава за виновен, а прокурорът препоръчва от 2 до 5 години затвор. Това е нечувано. При такива усилия и толкова събрани доказателства – такава ниска присъда. На 16 юни Ал Капоне влиза в съдебната зала усмихнат, но излиза вцепенен. Съдията Уилкърсън не приема направената сделка с прокурора и насрочва дата за процес на 6 октомври. През цялото лято организацията на Капоне с пълни сили се опитва да издири и да повлияе с всички средства на членовете на съдебното жури. На процеса Капоне се появява добре облечен и усмихнат – той знае, че просто трябва да идва редовно на изслушванията и да изчака, докато бъде оневинен. Тогава се случва нещо кошмарно за Капоне. Съдията Уилкърсън още със започване на делото приканва всички членове на журито да бъдат разменени с тези от друго дело, започващо по същото време.
Късно в събота вечерта на 17 октомври 1931 г., след деветчасово заседание, журито стига до решение и обявява Капоне за виновен по някои, но не всички, обвинения в злоупотреба с данъци. Съдът признава укрити данъци само в размер на 32 488,81 долара. Те обаче са достатъчни следващата събота съдия Уилкерсън да осъди Капоне на 11 години затвор, 50 000 долара глоби и още 30 000 за съдебни разноски.
В началото Ал Капоне излежава присъдата си в затвора в Атланта, където е третиран повече като гост, отколкото като затворник. След това обаче е преместен в затвора Алкатраз в залива на Сан Франциско, където отношението към него е еднакво сурово, колкото и към станалите затворници. През 1938 г. Ал Капоне, чийто придобит сифилис на младини преминава в третата си фаза, става безспорно дезориентиран и объркан. През ноември 1939 г. e освободен за добро поведение и прекарва повече от година в болница.
През 1946 г. лекарят и психиатър на Капоне заключава, че Алфонс има психиката на 12-годишно дете. Капоне прекарва последните години от живота си в имението си в Палм Айлънд, Флорида. На 21 януари 1947 г. Капоне претърпява инсулт. Първоначално започва да се възстановява, но след това хваща пневмония. На 22 януари претъпява сърдечен арест. Ал Капоне почива в хасиендата си в Маями на 25 януари 1947 г. на 48-годишна възраст, заобиколен от семейството си.